# Old Spice

Logo Old Spice

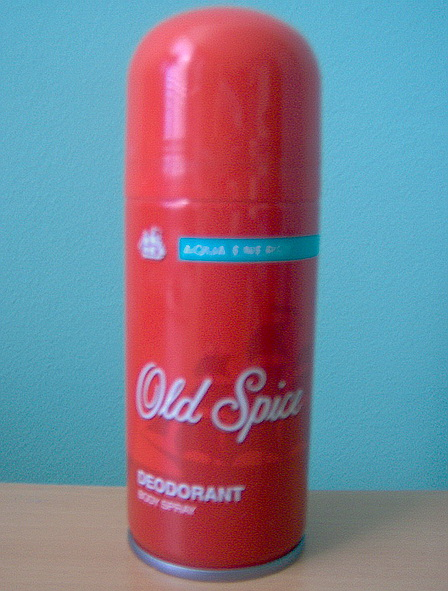
Dezodorant Old Spice

Old Spice – amerykańska marka kosmetyków dla mężczyzn i chłopców, takich jak wody kolońskie, dezodoranty, mydła, wytwarzana przez Shulton Company. W czerwcu 1990 przejęta przez przedsiębiorstwo Procter & Gamble.

## Historia
Shulton Company, założył w 1934 William Lightfoot Schultz, producent mydła i artykułów toaletowych. Pierwsza wersja aromatu, zwana Early American Old Spice, była przeznaczona dla kobiet. Perfumy znalazły się w handlu w 1938 i odniosły sukces; równolegle pod tą samą marką sprzedawano kosmetyki męskie, głównie w okresie świątecznym. Podczas II wojny światowej fabryka wytwarzała farby do amunicji. W 1946 produkcję przeniesiono do Clifton w stanie New Jersey, gdzie istniała do wczesnych lat 90. XX w. Oprócz produktów własnych, przedsiębiorstwo wytwarzało kosmetyki pod markami m.in. Pierre Cardin i Nina Ricci. 
Największe sukcesy firma odniosła w branży kosmetyków męskich, opracowując szereg linii, m.in. Old Spice Lime, York Town, Night Spice, Santa Fe. Po przejęciu przedsiębiorstwa przez Procter & Gamble, część linii sprzedano innym przedsiębiorstwom, część zlikwidowano. Old Spice skupił się na produktach kosmetyki męskiej, głównie dezodorantów.

## Produkty
Aromat zwany Old Spice odznacza się przewagą ziela angielskiego, gałki muszkatołowej i cynamonu, przy jednoczesnym braku typowo męskich akcentów takich jak sosna czy lawenda. Główną ideą producenta było stworzenie aromatu, który kojarzyłby się z koloniami i żeglowaniem. Z tego powodu motywem ozdobnym na opakowaniach są żaglowce. Produkty Old Spice wyróżnia charakterystyczne opakowanie, do którego firma przykłada dużą wagę; niektóre wyroby tej marki mają wartość kolekcjonerską. Choć butelki wody kolońskiej były wytwarzane z różnych materiałów (szkło, ceramika, plastik), ich wygląd nigdy się nie zmienił. Produkty Old Spice sprzedawane są w umiarkowanej cenie.

## Kontrowersje
Niektóre kampanie reklamowe Old Spice uznane zostały za kontrowersyjne. W 2012 Komisja Etyki Reklamy uznała reklamę produktu Old Spice Man za dyskryminującą mężczyzn. 